# Caecidotea occidentalis
Caecidotea occidentalis is een pissebed uit de familie Asellidae. De wetenschappelijke naam van de soort is voor het eerst geldig gepubliceerd in 1970 door Williams.